# Nikkō Hotels International

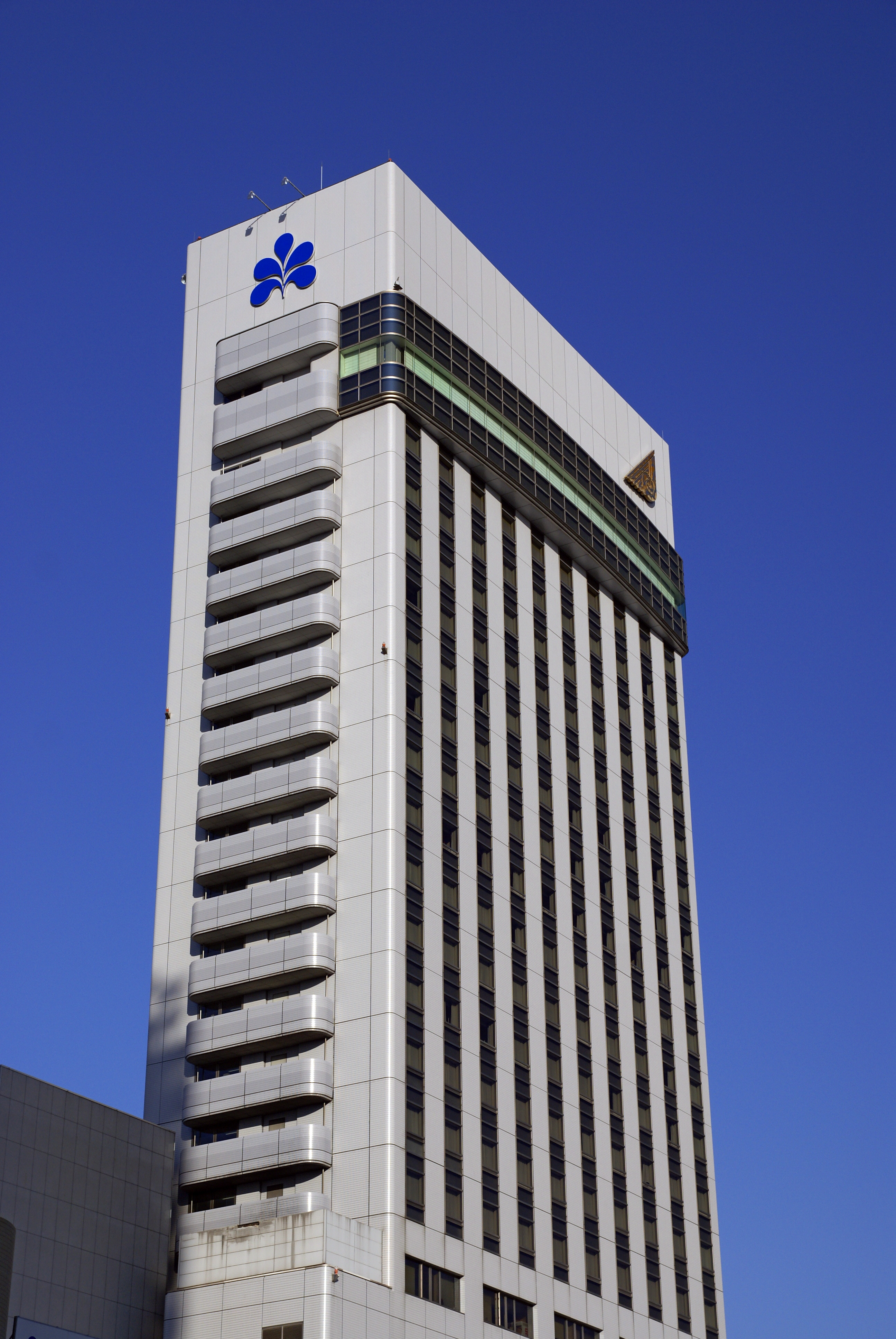
Hotel Nikkō Kōchi Asahi Royal in Kōchi

Nikkō Hotels International (jap. ニッコー・ホテルズ・インターナショナル, Nikkō Hoteruzu Intānashonaru) ist eine japanische Hotelkette des Unternehmens Hotel Ōkura. Sie bietet Häuser im vier- bis fünf-Sterne-Segment in Asien, Europa, Nordamerika und im Südpazifik. Ein großer Teil der Angestellten der Häuser im europäischen Raum sind asiatischer Herkunft.

## Geschichte
1972 von Japan Airlines (Nihon Kōkū, kurz: Nikkō) gegründet, eröffnete noch im selben Jahr das erste Hotel in Jakarta. Das erste Haus in Japan eröffnete ein Jahr später.
Ursprünglich war die inhabende Gesellschaft die Nihon Kōkū Kaihatsu K.K. (engl. Japan Airlines Development Company Ltd.), welche aber in den 1990er Jahren in JAL Hotels umbenannt und 2010 mehrheitlich von Hotel Ōkura erworben wurde, dessen Marke Nikkō Hotels International seitdem ist.

## Hotels

### Japan

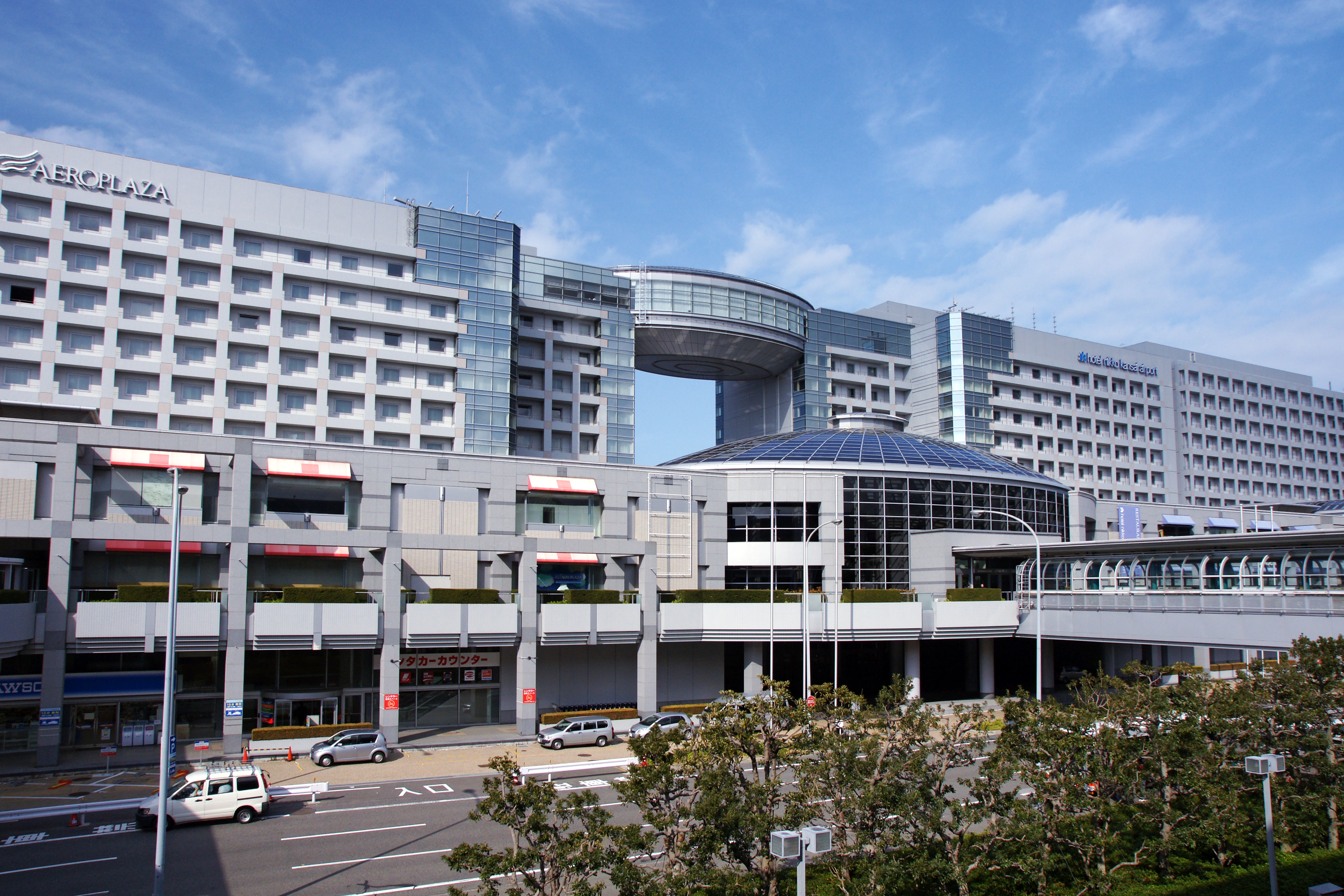
Hotel Nikkō Kansai am Kansai International Airport

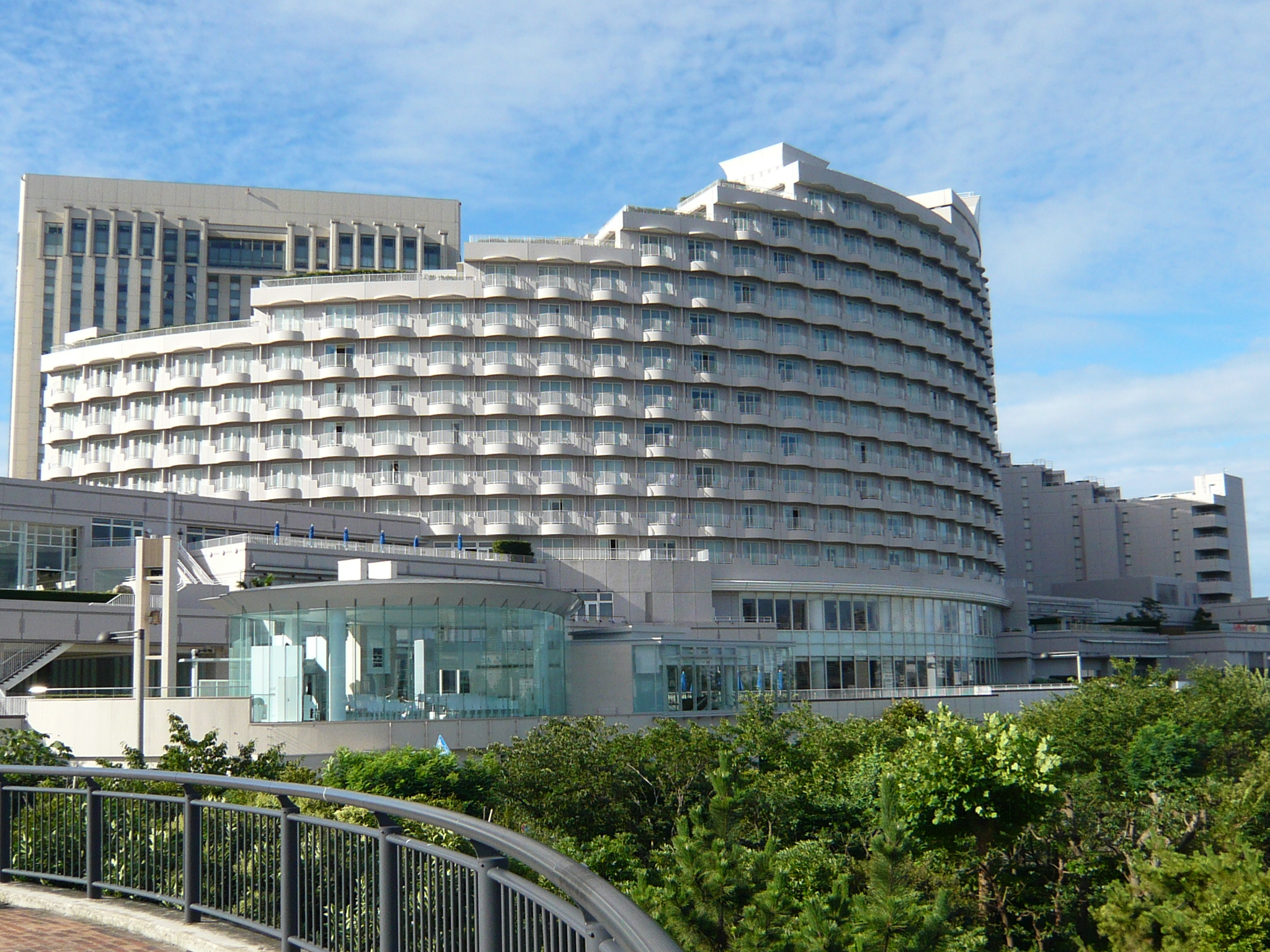
Hotel Nikkō Tōkyō in Minato, Tokio

- JR Tower Hotel Nikko Sapporo, Sapporo, Hokkaidō
- Hotel Nikkō Northland Obihiro, Obihiro, Hokkaidō
- Hotel Nikkō Narita, Narita, Chiba
- Hotel Nikkō Tōkyō, Minato-ku, Tokio
- Ginza Nikkō Hotel, Chūō, Tokio
- Kawasaki Nikkō Hotel, Kawasaki, Kanagawa
- Hotel Nikkō Niigata, Niigata
- Hotel Nikkō Kanazawa, Kanazawa, Ishikawa
- Hotel Nikkō Toyohashi, Toyohashi, Aichi
- Hotel Nikkō Princess Kyōto, Shimogyō-ku, Kyōto
- Hotel Nikkō Ibaraki Osaka, Ibaraki, Osaka
- Hotel Nikkō Osaka, Chūō-ku, Osaka
- Hotel Nikkō Kansai Airport, Kansai International Airport
- Hotel Nikkō Himeji, Himeji, Hyōgo
- Hotel Nikkō Nara, Nara, Nara
- Hotel Nikkō Kurashiki, Kurashiki, Okayama
- Hotel Nikkō Kōchi Asahi Royal, Kōchi, Kōchi
- Hotel Nikkō Fukuoka, Hakata-ku, Fukuoka
- Hotel Nikkō Huis Ten Bosch, Sasebo, Nagasaki
- Hotel Nikkō Kumamoto, Kumamoto
- Hotel Nikkō Alivila/Yomitan Resort Okinawa, Yomitan, Okinawa
- Hotel Nikkō Naha Grand Castle, Naha, Okinawa
- Hotel Nikkō Yaeyama, Ishigaki, Okinawa

### Südostasien und Pazifik

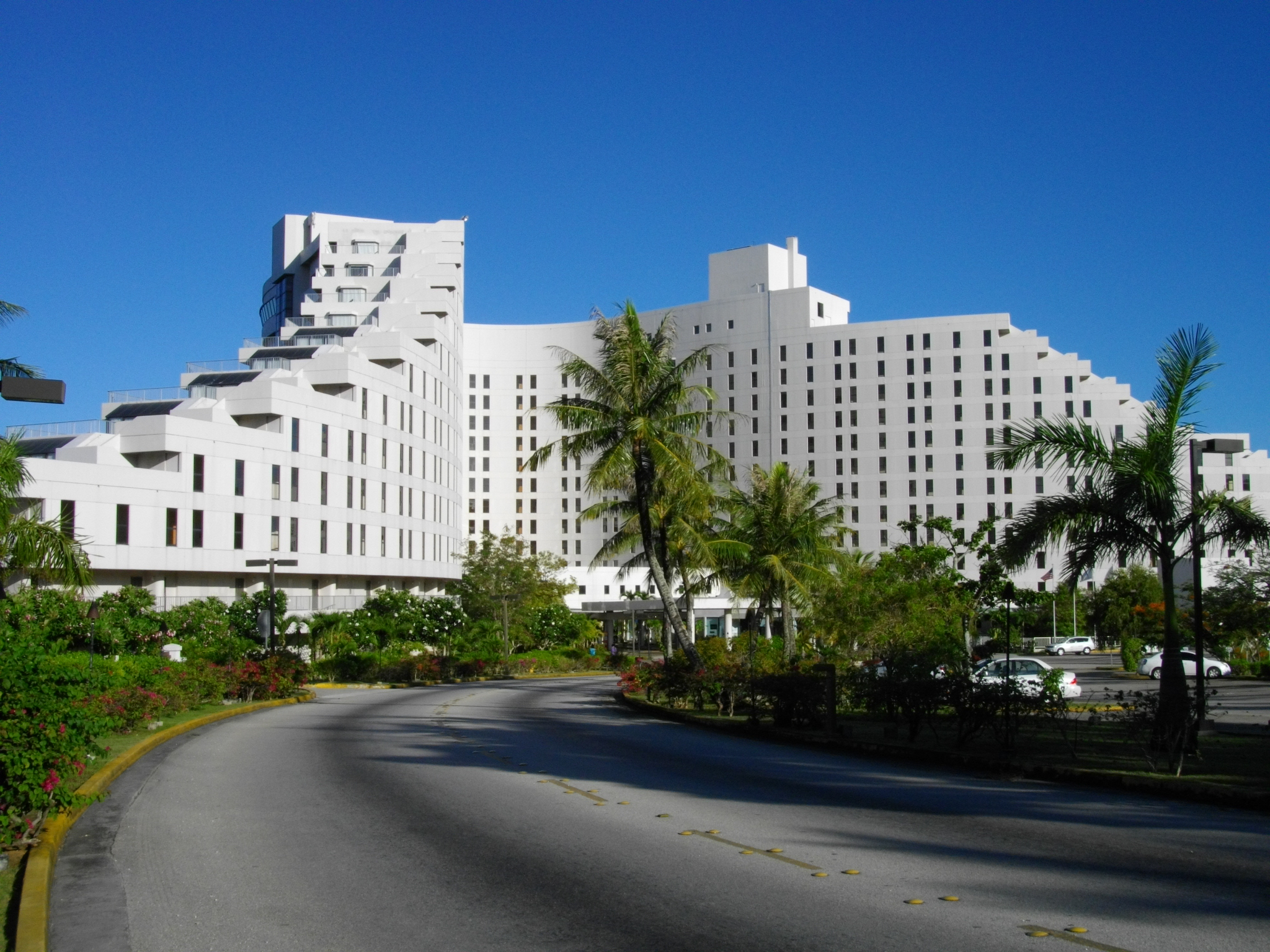
Hotel Nikko Guam in Tumon, Guam.

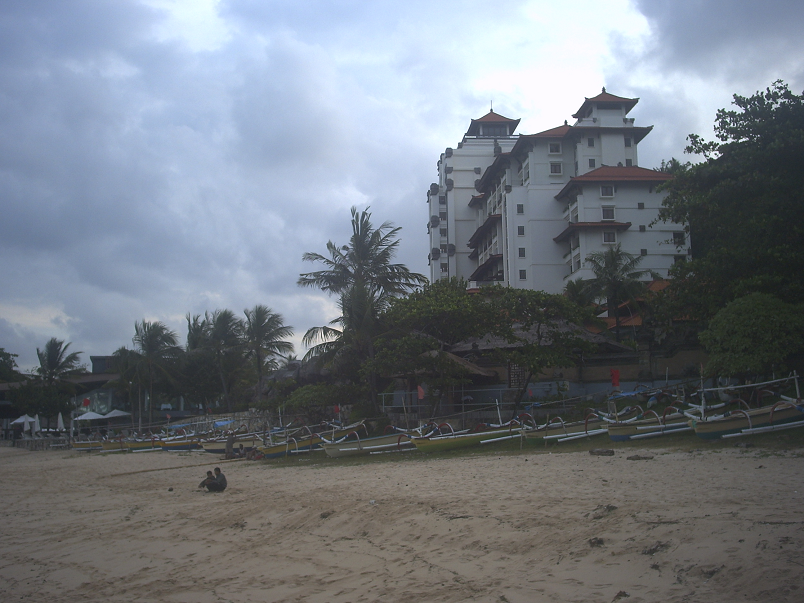
Nikko Bali Resort & Spa auf Bali

- Hotel Nikko New Century Beijing, Peking, Volksrepublik China
- Hotel Nikko Shanghai, Shanghai, China
- Hotel Nikko Dalian, Dalian, China
- Hotel Nikko Tianjin, Tianjin, China
- Hotel Nikko Hong Kong, Hongkong
- Hotel Nikko Wuxi, Wuxi, China
- Hotel Nikko Science city, Guangzhou, China
- Hotel Nikko Jakarta, Jakarta, Indonesien (bis Januar 2012, jetzt Pullman Hotels)
- Nikko Bali Resort & Spa, Bali, Indonesien
- Hotel Nikko Palau, Palau
- Hotel Nikko Hanoi, Hanoi, Vietnam
- Hotel Nikko Saigon, Ho-Chi-Minh-Stadt, Vietnam
- Hotel Nikko Kuala Lumpur, Kuala Lumpur, Malaysia (Name im November 2011 geändert in InterContinental Kuala Lumpur Hotel)
- Hotel Nikko Guam, Guam

### Nordamerika
- Hotel Nikko San Francisco, San Francisco, Vereinigte Staaten

### Europa
- Hotel Nikko Düsseldorf, Düsseldorf, Deutschland, im Februar 2022 wurde es für 25 Jahre an die irische Dalata Hotel Group vermietet. Im Dezember des Jahres kündigte die Dalata-Gruppe an, es in „Clayton-Hotel“ umzubenennen, das japanische Konzept soll jedoch erhalten bleiben.[2]
- Hôtel Nikko Paris (von der Eröffnung 1976 bis 2003 Nikko, danach Novotel)